# Lorenzo Bertini
Lorenzo Bertini, född den 1 juni 1976 i Pontedera i Italien, är en italiensk roddare.
Han tog OS-brons i lättvikts-fyra utan styrman i samband med de olympiska roddtävlingarna 2004 i Aten.